# (29833) 1999 FJ
(29833) 1999 FJ est un astéroïde de la ceinture principale d'astéroïdes découvert en 1999.

## Description
(29833) 1999 FJ a été découvert le 16 mars 1999 à Višnjan, une municipalité située dans le comitat d'Istrie en Croatie, par Korado Korlević et Mario Jurić.

### Caractéristiques orbitales
L'orbite de cet astéroïde est caractérisée par un demi-grand axe de 2,73 ua, un périhélie de 2,47 ua, une excentricité de 0,010 et une inclinaison de 1,69° par rapport à l'écliptique. Du fait de ces caractéristiques, à savoir un demi-grand axe compris entre 2 et 3,2 ua et un périhélie supérieur à 1,666 ua, il est classé, selon la JPL Small-Body Database, comme objet de la ceinture principale d'astéroïdes.

### Caractéristiques physiques
(29833) 1999 FJ a une magnitude absolue (H) de 14,5 et un albédo estimé à 0,053.